# Monumentul gen. dr. Atanase Demosthen din București
Monumentul gen. dr. Atanase Demosthen din București este un monument istoric aflat pe teritoriul municipiului București, Calea Plevnei nr. 134, sector 6. Sculptor: Dumitru Mățăoanu.
Monumentul, dedicat generalului Atanasie Demosthene, a fost comanditat de Serviciul Sanitar al Armatei și inaugurat în 1929 în curtea spitalului militar din București.

## Galerie

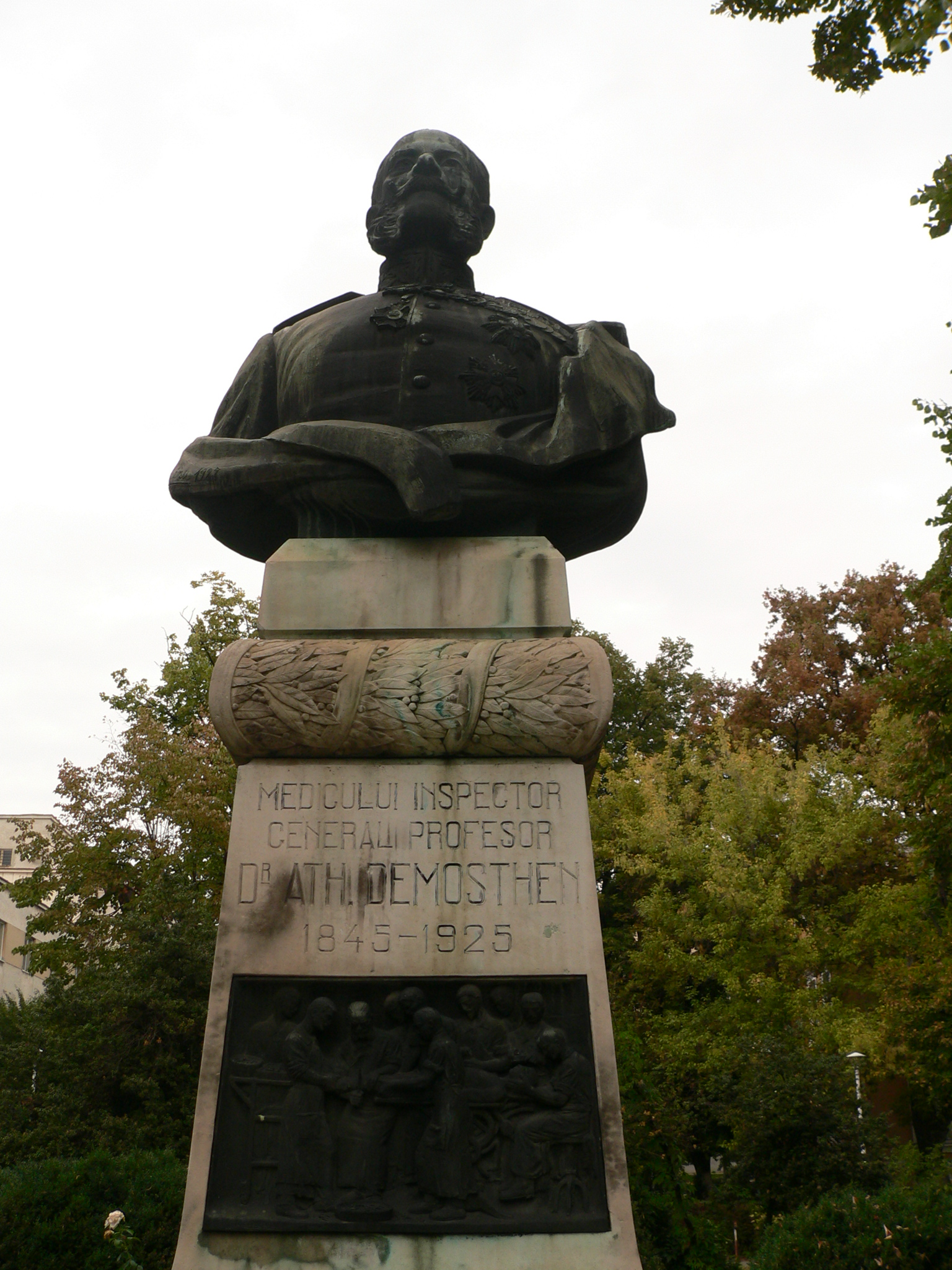
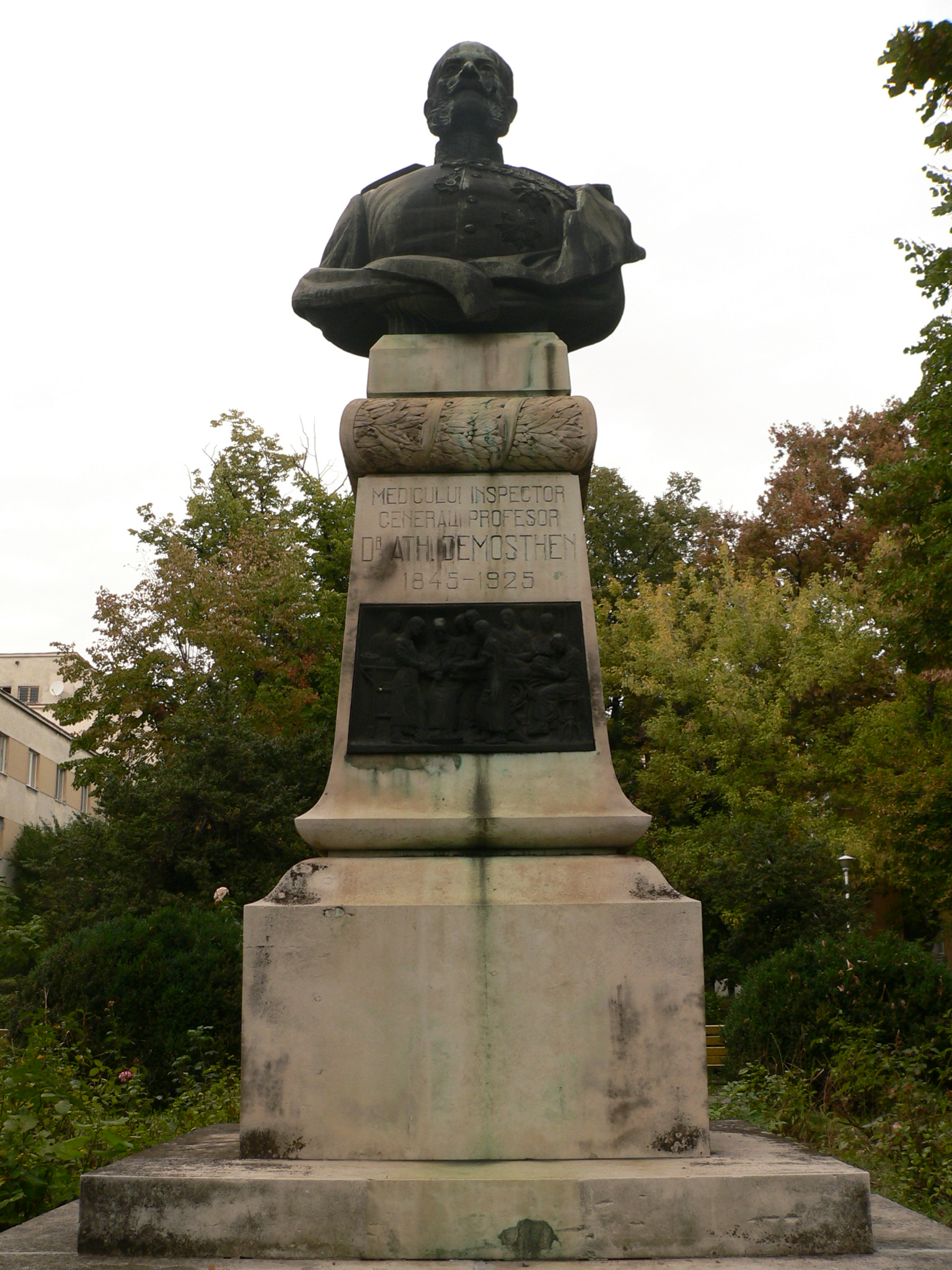
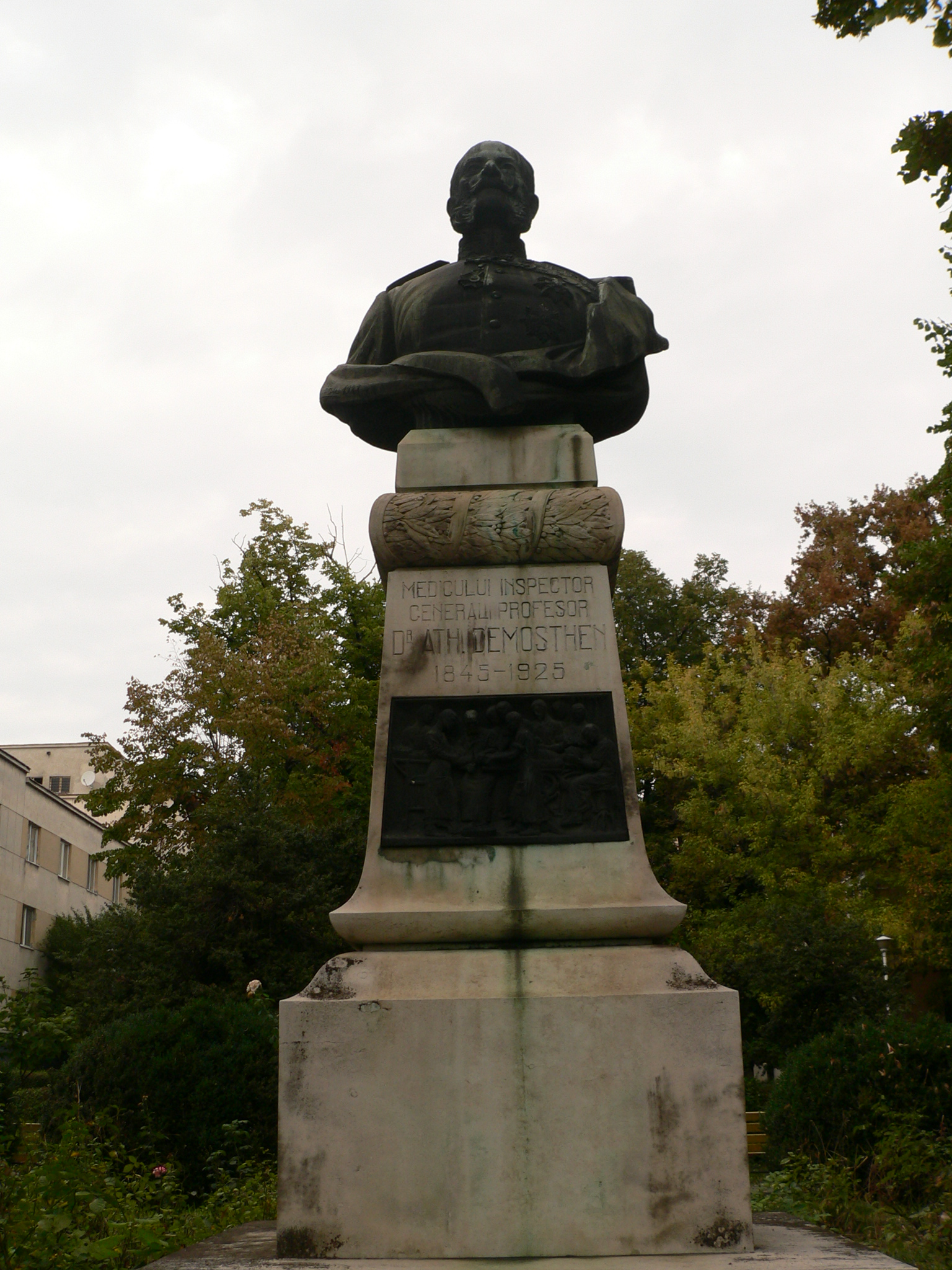
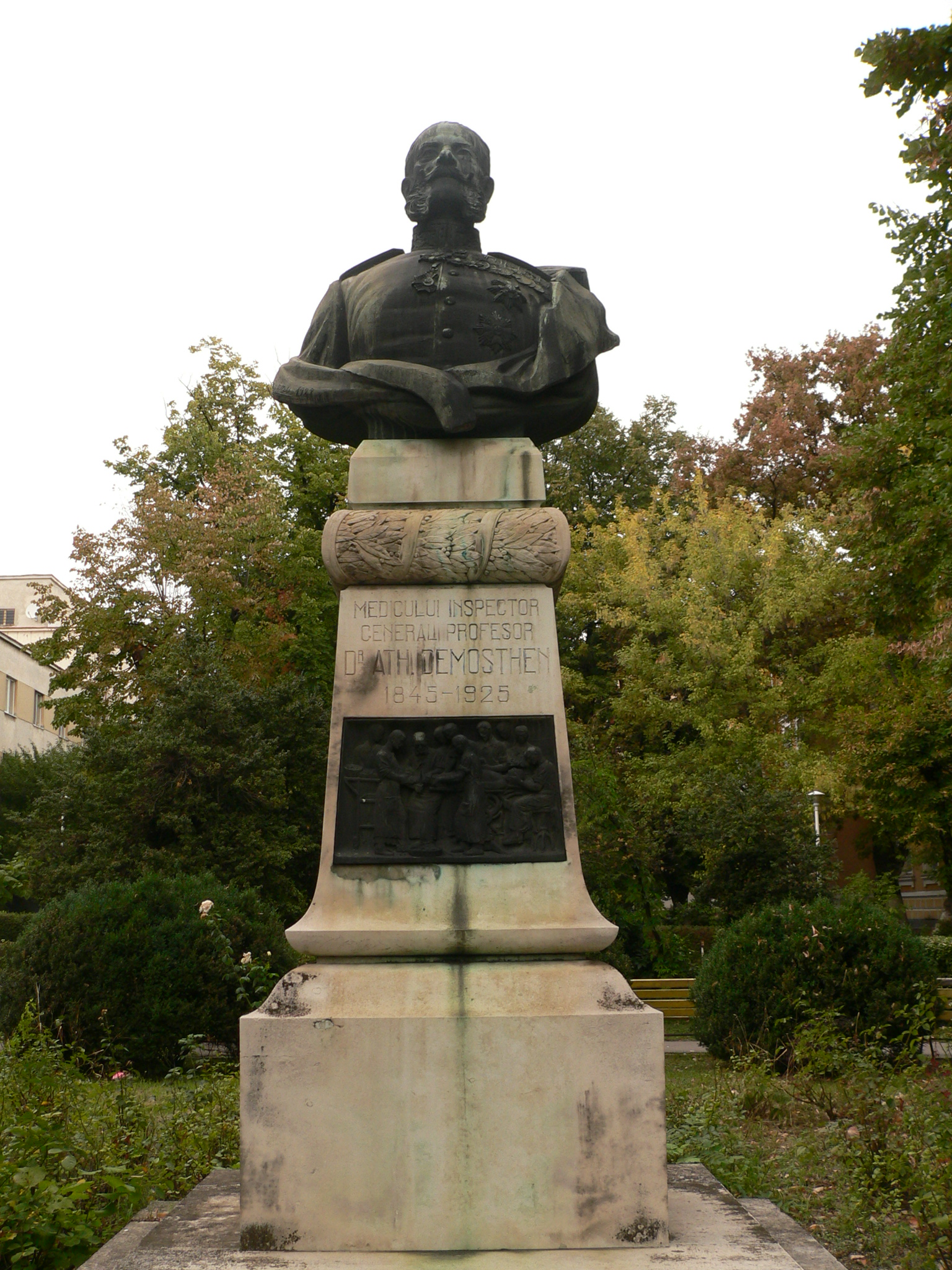
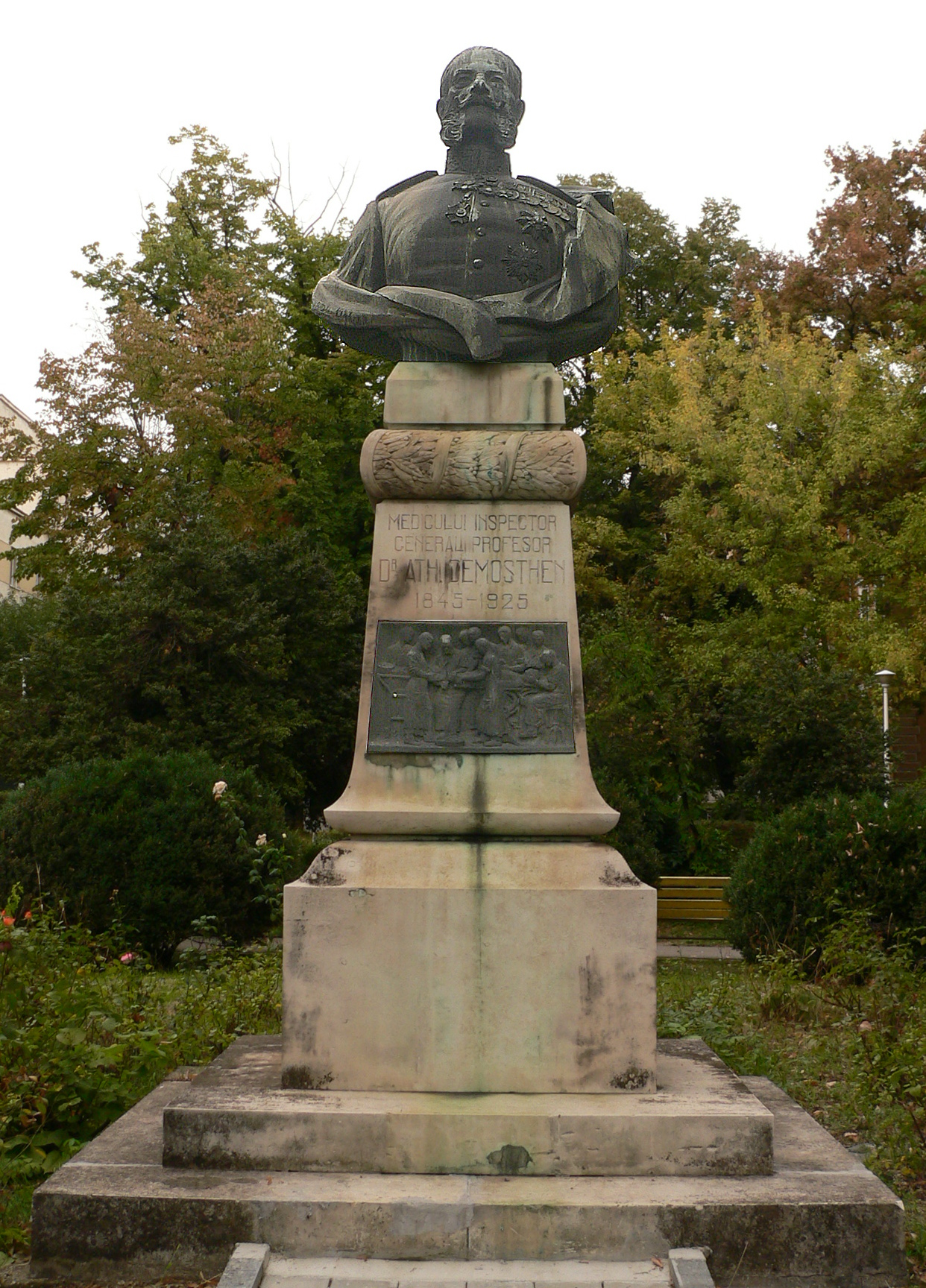
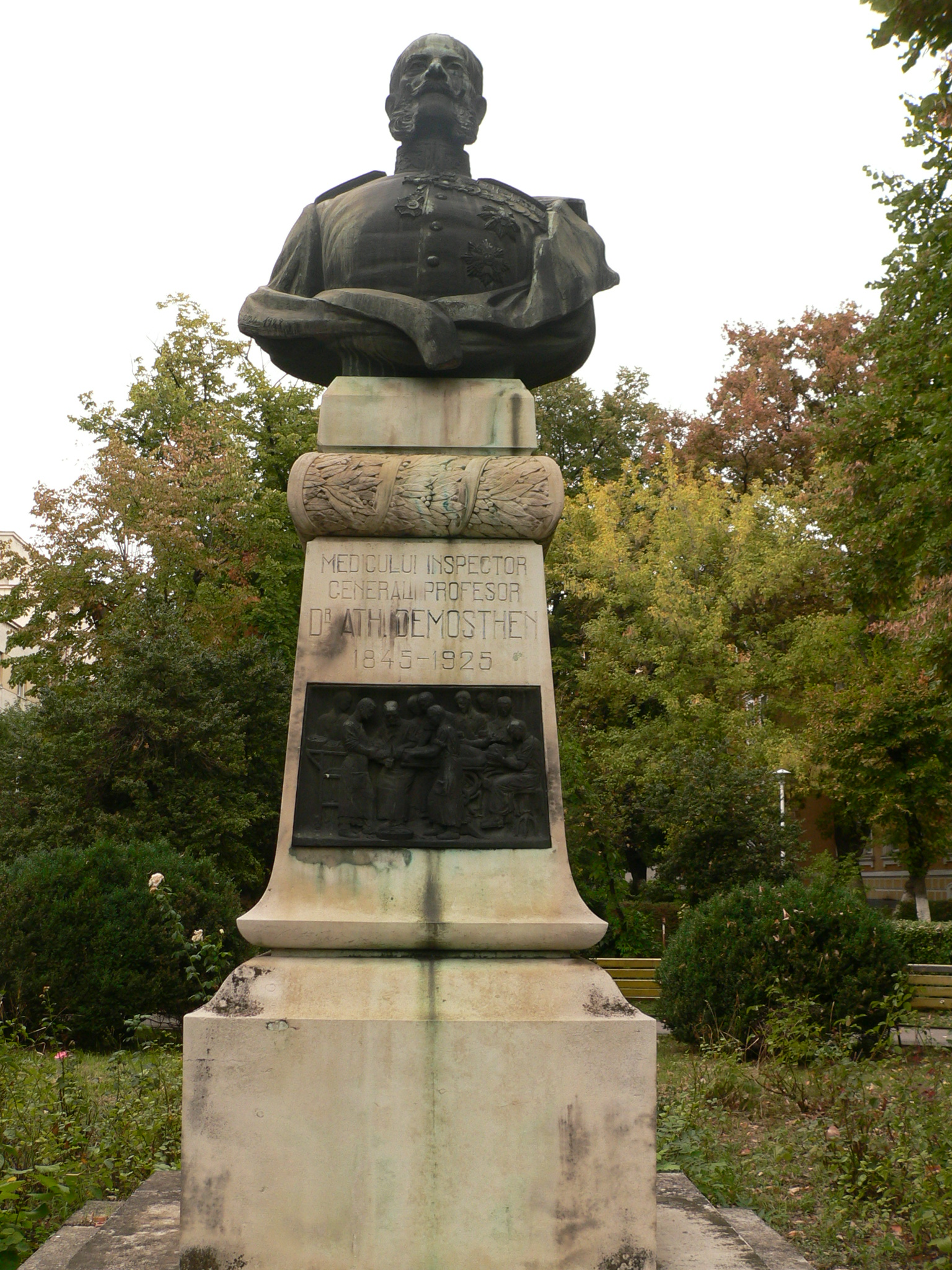
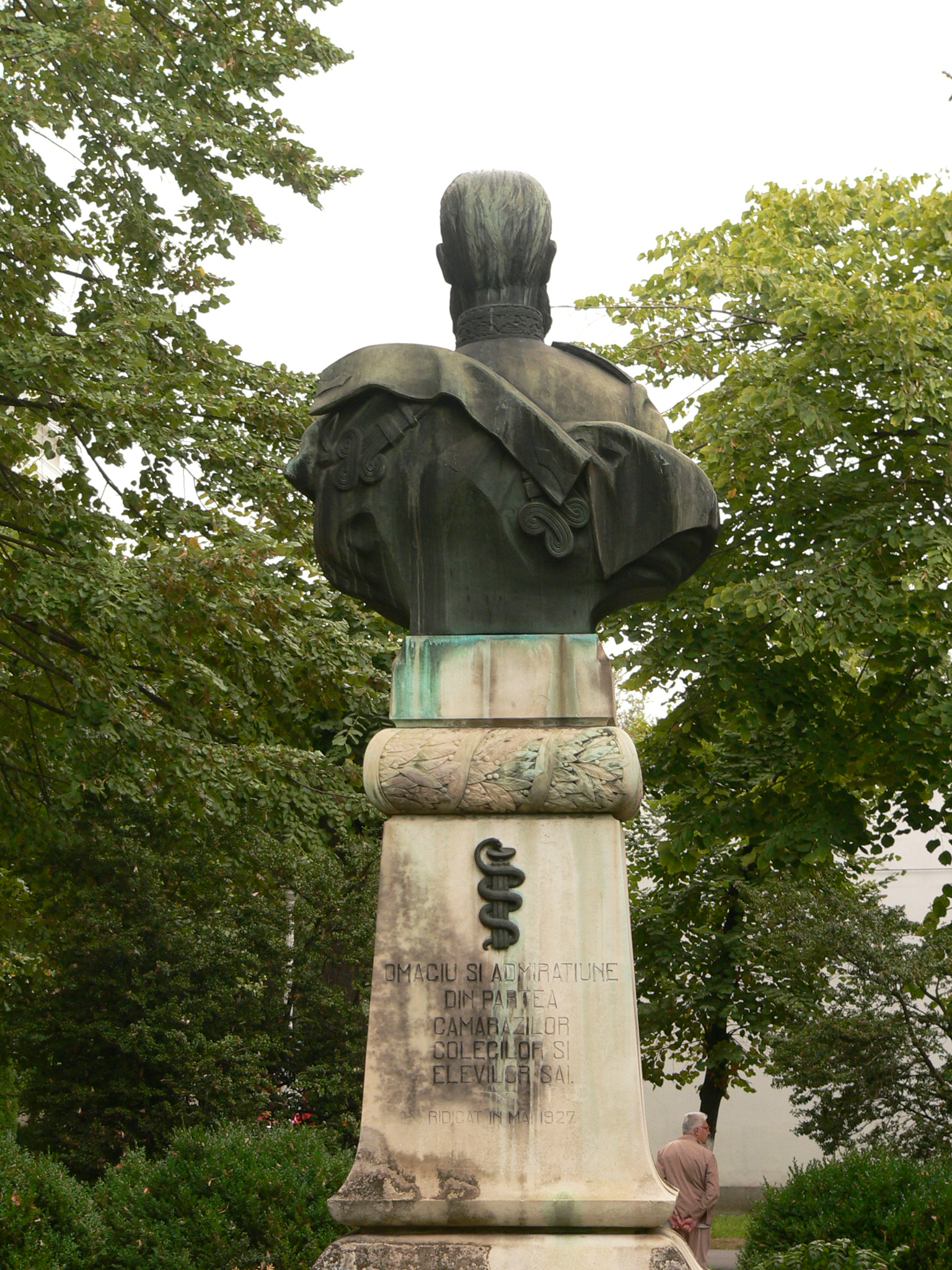